# Afromevesia albidapex
Afromevesia albidapex là một loài tò vò trong họ Ichneumonidae.